# Antônio Carlos Magalhães
Antonio Carlos Peixoto de Magalhães (Salvador, 4 settembre 1927 – São Paulo, 20 luglio 2007) è stato un politico e imprenditore brasiliano, con base elettorale nello stato di Bahia, che governò per tre volte (due volte nominato dal regime militare brasiliano), e fu eletto senatore nel 1994 e 2002.